# Spišské Vlachy
Spišské Vlachy (allemand : Wallendorf, hongrois : Szepesolaszi, latin : Latina villa) est une ville de la région de Košice, en Slovaquie, dans l'ancien comitat hongrois de Spiš.

## Histoire
La première mention écrite de la ville date de 1243.
L'age d'or de la ville se situe entre le XVIe siècle et le XVIIIe siècle

## Démographie

### Évolution de la population
| Année:               | 1994. | 2004.   | 2014.   | 2024.   |
| -------------------- | ----- | ------- | ------- | ------- |
| Nombre de personnes: | 3434  | 3550    | 3577    | 3295    |
| Différence:          |       | +3,37 % | +0,76 % | -7,88 % |

| Année:               | 2023. | 2024.   |
| -------------------- | ----- | ------- |
| Nombre de personnes: | 3300  | 3295    |
| Différence:          |       | -0,15 % |

## Curiosités
Le patrimoine architectural de Spišské Vlachy en plus d'un nombre important d'habitations anciennes est composée de
- l'église catholique paroissiale Saint Jean-Baptiste
- l'Église luthérienne
- l'ancien hôtel de ville
- Le Presbytère catholique
- la chapelle Saint Jean-Baptiste
- la colonne mariale

## Transport
Spišské Vlachy se situe à l'embranchement de la ligne principale de chemin de fer entre la Košice et Žilina avec une ligne secondaire pour Spišské Podhradie au pied du château de Spiš. La ville n'est reliée au réseau routier que par les routes secondaires II/546 (Košice  - Spišské Podhradie) et II/536 (Spišské Vlachy - Spišský Štvrtok).

## Quartiers
- Dobrá Voľa
- Spišské Vlachy.

## Jumelages
- Tymbark (Pologne)[7]
- Gizałki (Pologne) depuis 2001[8]